# Пурморфамин
Пурморфамин — производное пурина, малая молекула, являющаяся агонистом рецептора белка смузенед (SMO, англ. Smoothened), способная проникать в клетки и активировать сигнальный путь Хеджхог (Shh) (сокращ. Shh от англ. Hedgehog signaling pathway), который является важным регулятором формирования эмбриона, регенерации тканей, обновления стволовых клеток и роста раковых клеток. Поэтому пурморфамин потенциально может быть использован для воздействия на пути регуляции этих процессов с целью терапии или их исследования
Пурморфамин вызывает остеогенез и усиливает остеогенную активность остеобластов человека, происходящих из мезенхимальных клеток костного мозга, а также влияет на рост и дифференцировку нейронов в головном мозге. Обладая значительным нейропротекторным эффектом, пурморфамин может стать перспективным лекарственным препаратом для лечения нейроповеденческих нарушений, подобных обсессивно-компульсивным расстройствам, Болезни Паркинсона, аутизма. Он ослабляет нейровоспаление и синаптические нарушения после гипоксически-ишемического повреждения
В опытах с сердцем крысы предварительное воздействие пурморфамина значительно ослабляло инфаркт миокарда, вызванный ишемией с последующей реперфузией
Во время старения регенеративная способность мышечных стволовых клеток снижается, уменьшая способность мышц восстанавливаться после повреждений.
Введение пурморфамина в мышцы старых мышей восстанавливало регенеративную способность потерянную в процессе старения, что приводило к увеличению силы посттравматической мышцы. Очевидно, реснички на мышечных стволовых клетках имеют решающее значение для поддержания регенеративной способности и теряются с возрастом, что делает цилиарный сигнальный путь Hedgehog потенциальной терапевтической мишенью для противодействия потере регенеративной способности мышц, которая сопровождает старение. Помимо этого пурморфамин способен восстанавливать самообновление и пролиферацию старых клеток-предшественников кожи.
Благодаря способности активировать сигнальный путь Shh и таким образом индуцировать экспрессию поликомб белка Bmi1, пурморфамин может заменять Bmi1 в некоторых средах для химического репрограмирования соматических клеток в индуцированные стволовые клетки
Пурморфамин способен усиливать пролиферацию клеток и подавлять апоптоз посредством РНК-связывающего белка Musashi-1 (Msi1) и протоонкогенного белка Myc, молекулы, регулирующей клеточный цикл через p21CIP1,WAF1 и две миРНК (miRNA-148a and miRNA-148b).